# Пожар
Пожа́р (рос. Пожар) — присілок у складі Підосиновського району Кіровської області, Росія. Входить до складу Підосиновського міського поселення.
Населення становить 26 осіб (2010, 46 у 2002).
Національний склад станом на 2002 рік — росіяни 72 %.